# Bruges
Bruges (AFI: [bʁyʒ] ; in olandese Brugge, AFI: [ˈbrʏɣə] ; in italiano arcaico Bruggia) è una città del Belgio fiammingo, capoluogo delle Fiandre Occidentali.
Il suo centro storico medievale è patrimonio dell'umanità UNESCO dal 2000. Nel 2002 fu capitale europea della cultura insieme a Salamanca.
È sede del Collegio d'Europa e diocesi cattolica.

## Storia

### Origini
Sono state trovate poche tracce di attività umane antecedenti il periodo gallo-romano. Le prime fortificazioni furono realizzate dopo la conquista dei Menapi da parte di Giulio Cesare nel I secolo a.C. I Franchi subentrarono ai Romani nella regione attorno al IV secolo e la amministrarono con il nome di Pagus Flandrensis. Le incursioni vichinghe del IX secolo indussero Baldovino I, conte delle Fiandre, a rinforzare le fortificazioni preesistenti per ristabilire le rotte commerciali marittime. Nello stesso periodo iniziano ad essere coniate monete che portano impresso, per la prima volta, il nome Bryggia (secondo M. Gysseling nel 'Etymologie van Brugge' connesso con il antico nordico  Bryggja, molo ).

### L'ascesa medioevale
Bruges ottenne lo statuto cittadino il 27 luglio 1128 e iniziò la realizzazione di nuove mura e canali. Sin dalla metà dell'XI secolo, un graduale processo di insabbiamento portò la città a perdere l'accesso diretto al mare. Nel 1134 una tempesta creò un canale naturale allo Zwin che ristabilì il collegamento con il mare del Nord. Il nuovo braccio di mare raggiungeva Damme, una città che divenne l'avamposto commerciale di Bruges.

### L'epoca d'oro
Con il risveglio della vita cittadina nel XII secolo il mercato della lana e dei vestiti e l'industria tessile collegata prosperarono anche grazie alla stabilità garantita dal patronato dei conti delle Fiandre.   
La città era inoltre inserita nel circuito delle fiere di stoffe e vestiario dell'epoca. Gli imprenditori di Bruges realizzarono delle colonie economiche nei distretti lanieri di Scozia e Inghilterra. I contatti con l'Inghilterra fecero della città un punto di importazione del grano della Normandia e dei vini della Guascogna. Navi della Lega anseatica affollavano il porto, che fu esteso oltre Damme, fino a Sluys per far attraccare le nuove cocche.
Nel 1277 la prima flotta mercantile da Genova apparve nel porto, nel 1314 fu la volta delle galee veneziane; Bruges divenne così il principale centro dei commerci tra Europa settentrionale e Mediterraneo. Questo sviluppo oltre a far fiorire il commercio di spezie dal Levante introdusse anche nuove tecniche commerciali e finanziarie ed un flusso di capitale nelle banche di Bruges. Nel 1309 fu istituita nella città quella che viene considerata come la prima borsa valori del mondo.

### Le contese
Tra il XIII e il XIV secolo il re di Francia Filippo il Bello tentò di annettere le Fiandre al proprio regno inviando nella regione una forza di occupazione. Il 18 maggio 1302 la città insorse trucidando e cacciando i francesi in quelle che furono chiamate le mattinate di Bruges; Filippo il Bello inviò il suo esercito per sedare la rivolta che nel frattempo si era estesa nella regione ma venne sconfitto l'11 luglio nella battaglia di Courtrai. Successivamente il predominio sul fiorente mercato tessile di cui Bruges era il centro commerciale fu una delle principali cause della guerra dei Cent'anni tra Francia e Inghilterra.

### Il declino
Nel XV secolo Filippo il Buono, duca di Borgogna, stabilì una corte anche a Bruges, oltre che a Bruxelles e Lilla, attraendo nella città numerosi artisti, banchieri ed altre eminenti personalità dell'epoca da tutta Europa. In questo periodo Bruges arrivò a contare più di 40 000 abitanti, ma contemporaneamente iniziò il declino a causa dell'insabbiamento del canale Zwin e il traffico commerciale si spostò verso la città di Anversa.

### Storia moderna
Nel XVII secolo ci fu un tentativo di rivitalizzare l'economia cittadina con l'industria del merletto. Nei secoli successivi, durante tutti i vari passaggi di potere, dagli Asburgo alla Francia ai Paesi Bassi sino ad oltre l'indipendenza del Belgio avvenuta nel 1830 continuò la stagnazione economica. Nel 1893 la sonnolenta città fu immortalata da Georges Rodenbach nel suo romanzo Bruges, la morte. Soltanto nel 1907, con la realizzazione del porto di Zeebrugge si aprirono nuove prospettive di sviluppo per la città. Il porto venne notevolmente ingrandito negli anni settanta e ottanta del XX secolo.

## Curiosità Storiche
Nel 1441, proprio presso Bruges, è nata la prima lotteria moderna. Per celebrare l’evento nel paese viene organizzato di solito un festival di alcuni giorni con annessa sfilata medioevale. Bruges è stato quindi un centro commerciale e culturale all'epoca e la prima lotteria è un semplice esempio delle innovazioni sociali ed economiche del tempo. La Lotteria Nazionale del Belgio è stata celebrata in una moneta commemorativa emessa il 23 Gennaio 2025.

## Monumenti e luoghi d'interesse

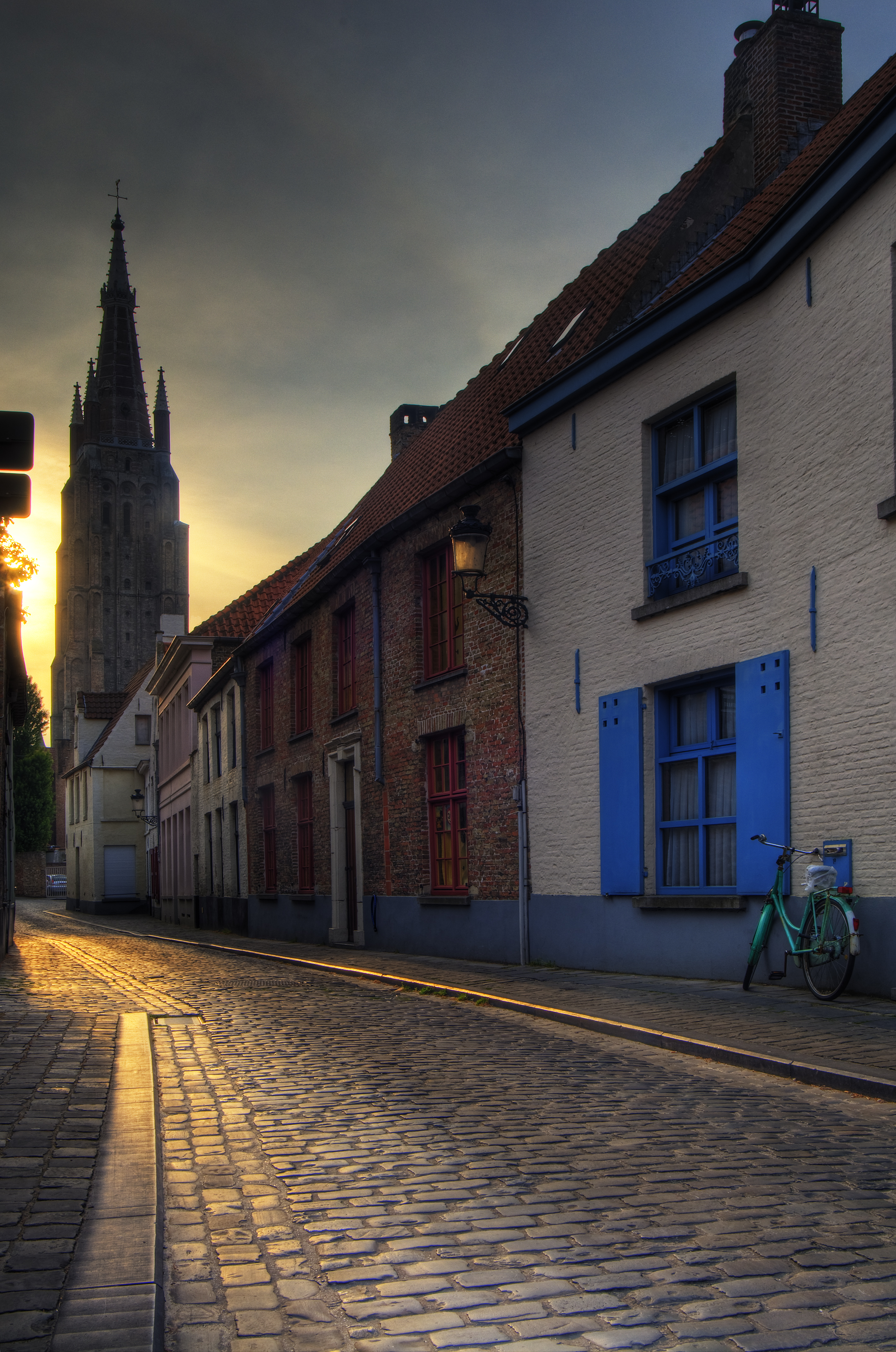
Una via di Bruges, sullo sfondo si vede il campanile della chiesa di Nostra Signora

Bruges è uno dei luoghi turistici più importanti di tutto il Belgio. Il centro storico, circondato da canali, conserva ancora intatta la propria architettura medievale essendo stato risparmiato da guerre o grandi incendi; dal 2000 è un Patrimonio dell'umanità tutelato dall'UNESCO.
I canali sono chiamati dagli abitanti Reien (in olandese sarebbe Grachten). Servivano per il trasporto di merce, oggi sono utilizzati solamente a fini turistici.
I principali luoghi di interesse sono:
- La piazza del Mercato (Markt), sorse attorno al mercato cittadino e fiere che vi si tennero già dal X secolo. Vi si affaccia il celebre Beffroi di Bruges, la torre civica risalente al XIII secolo divenuta il simbolo della città. Accoglie un carillon di 47 campane.
- il Burg è un'altra bella piazza cittadina sulla quale prospettano notevoli monumenti:
  - il Municipio, eretto al posto del vetusto castello dei conti di Fiandra a partire dal 1376. La costruzione, in stile gotico, venne eseguita su progetto dell'Architetto di Città Jan Roegiers, che lo portò a termine nel 1421.
  - Basilica del Santo Sangue. Costruita originariamente nel XII secolo come la cappella della residenza dei conti di Fiandra, la chiesa ospita una reliquia del Preziosissimo Sangue che si dice sia stata presa da Giuseppe di Arimatea e portata dalla Terra santa da Teodorico di Alsazia, conte di Fiandra. La primitiva chiesetta romanica venne sormontata dal 1480 dalla chiesa gotica; e conclusa nel 1529 con la facciata gotico-rinascimentale.
- Chiesa di Nostra Signora, in stile gotico brabantino, al cui interno si trova la scultura in marmo della Madonna col Bambino di Michelangelo. In una cappella sono visibili le tombe monumentali di Carlo il Temerario e di sua figlia Maria di Borgogna.
- Cattedrale di San Salvatore. Eretta fra il 1250 e il 1550, è la più antica chiesa gotica in mattoni del Belgio. Divenne la cattedrale della diocesi di Bruges, solo nel XIX secolo in seguito all'abbattimento dell'antica cattedrale cittadina che sorgeva di fronte al Municipio.
- il Groeningemuseum che raccoglie numerose opere di Hieronymus Bosch e altri pittori
- Gruuthusemuseum. Allestito nella bella residenza di un mercante del XV secolo, è un museo specializzato nell'arte applicata o decorativa con reperti dal XIII al XIX secolo.
- il Begijnhof
- Chiesa di Santa Valpurga. Venne costruita in stile barocco da Pieter Huyssens tra il 1619 e il 1643 come chiesa del Collegio gesuitico, oggi scomparso.
- l'antico Ospedale di San Giovanni venne fondato intorno al 1150 e rappresenta, quindi, una delle più antiche istituzioni della salute in Europa. Rimasto in servizio fino al 1977, venne poi trasformato nel Hans Memlingmuseum, contenente alcune importanti opere dell'artista Hans Memling.
- la Chiesa di Nostra Signora della Ceramica
- le antiche porte cittadine Kruispoort, Gentpoort, Smedenpoort e Ezelpoort
- il Museo del folklore
- il Museo delle patate fritte

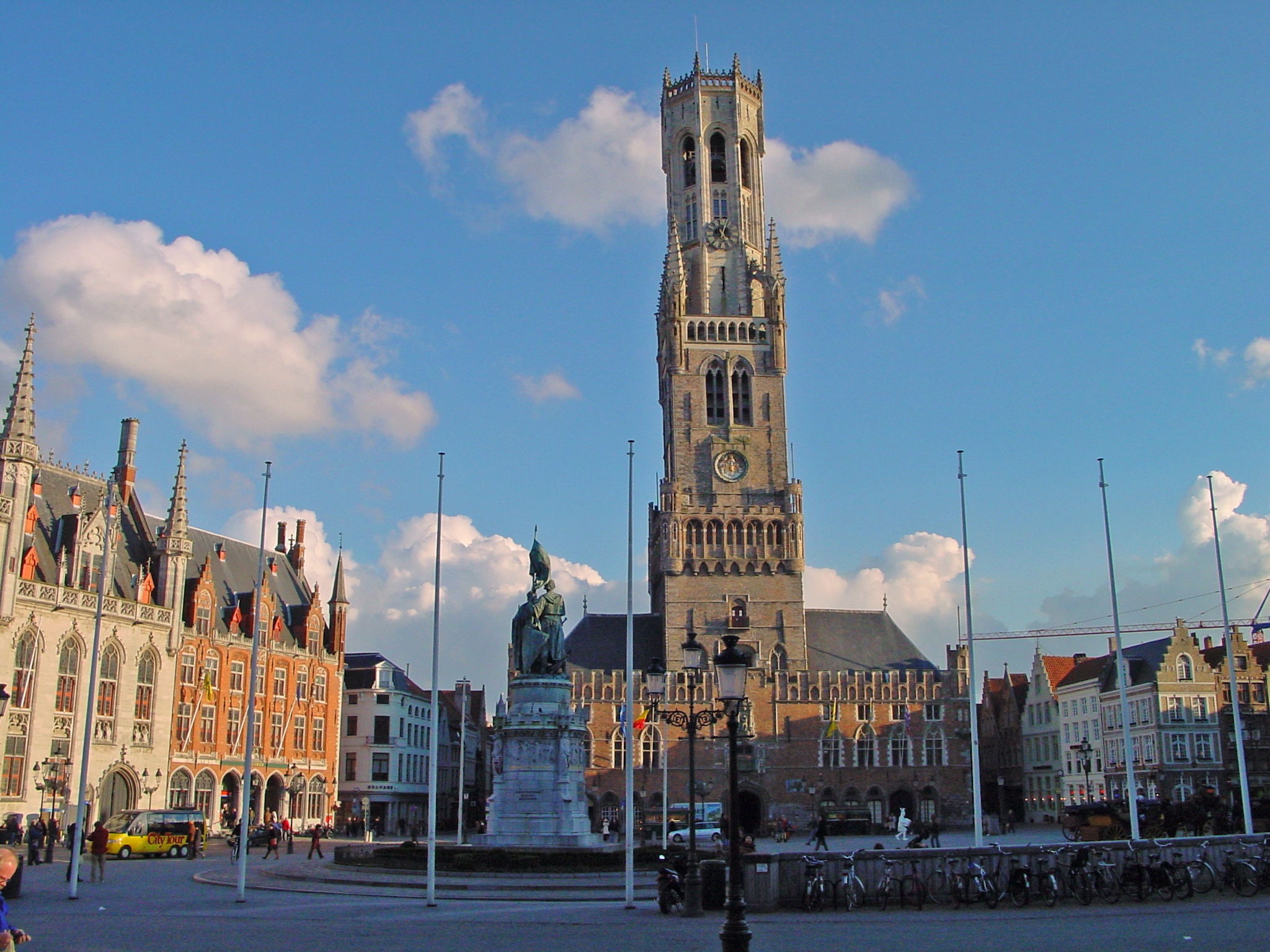
La Piazza del Mercato col Beffroi
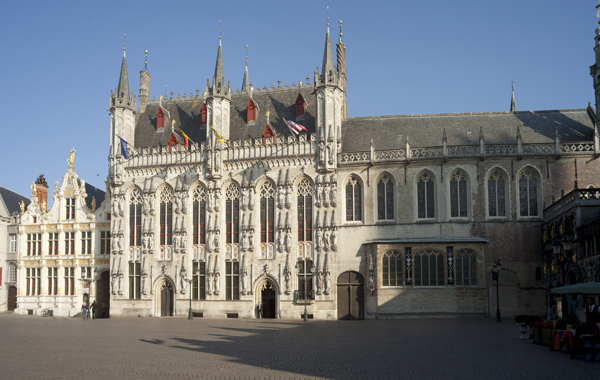
Il Municipio
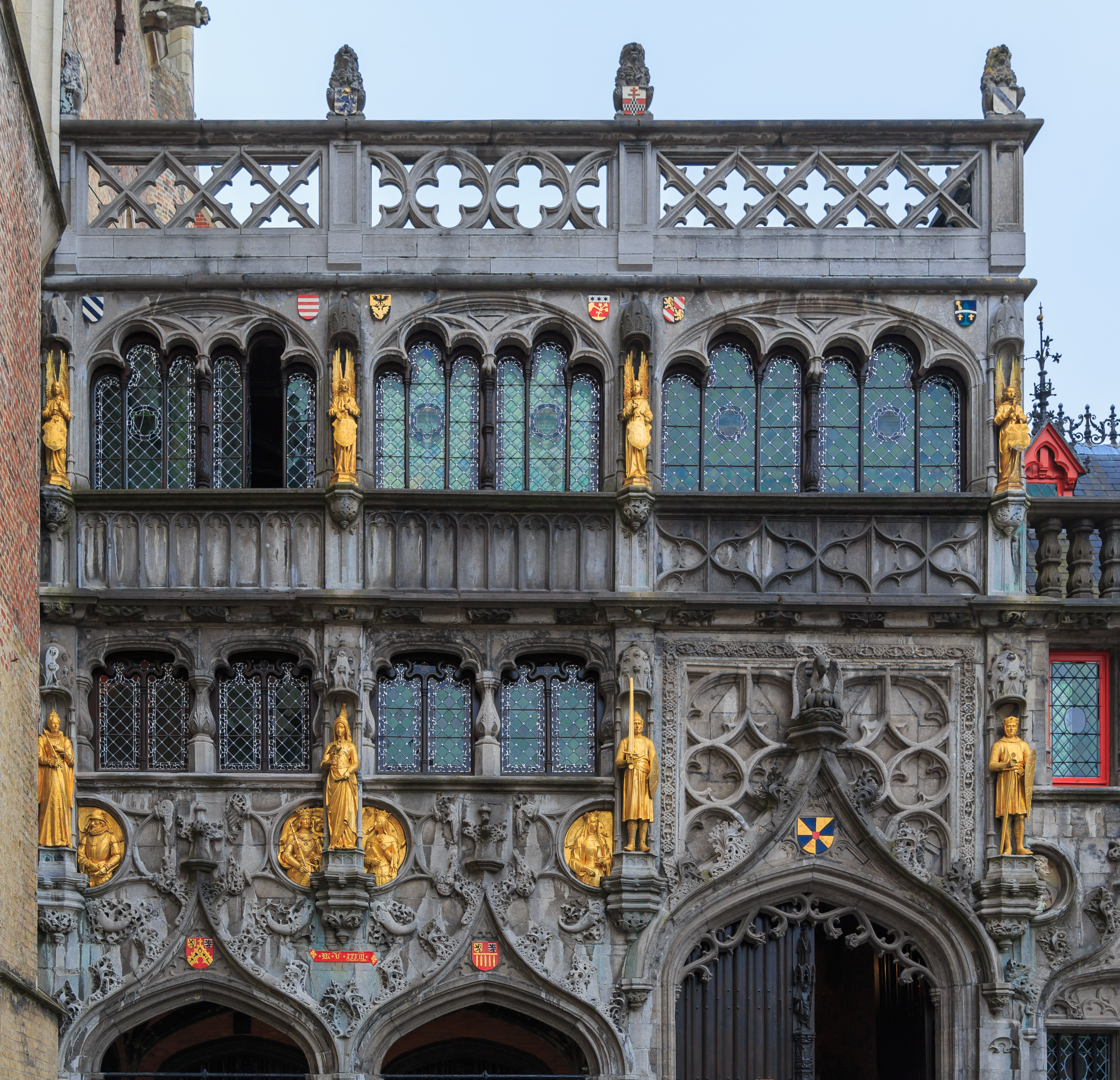
La facciata della Basilica del Santo Sangue.
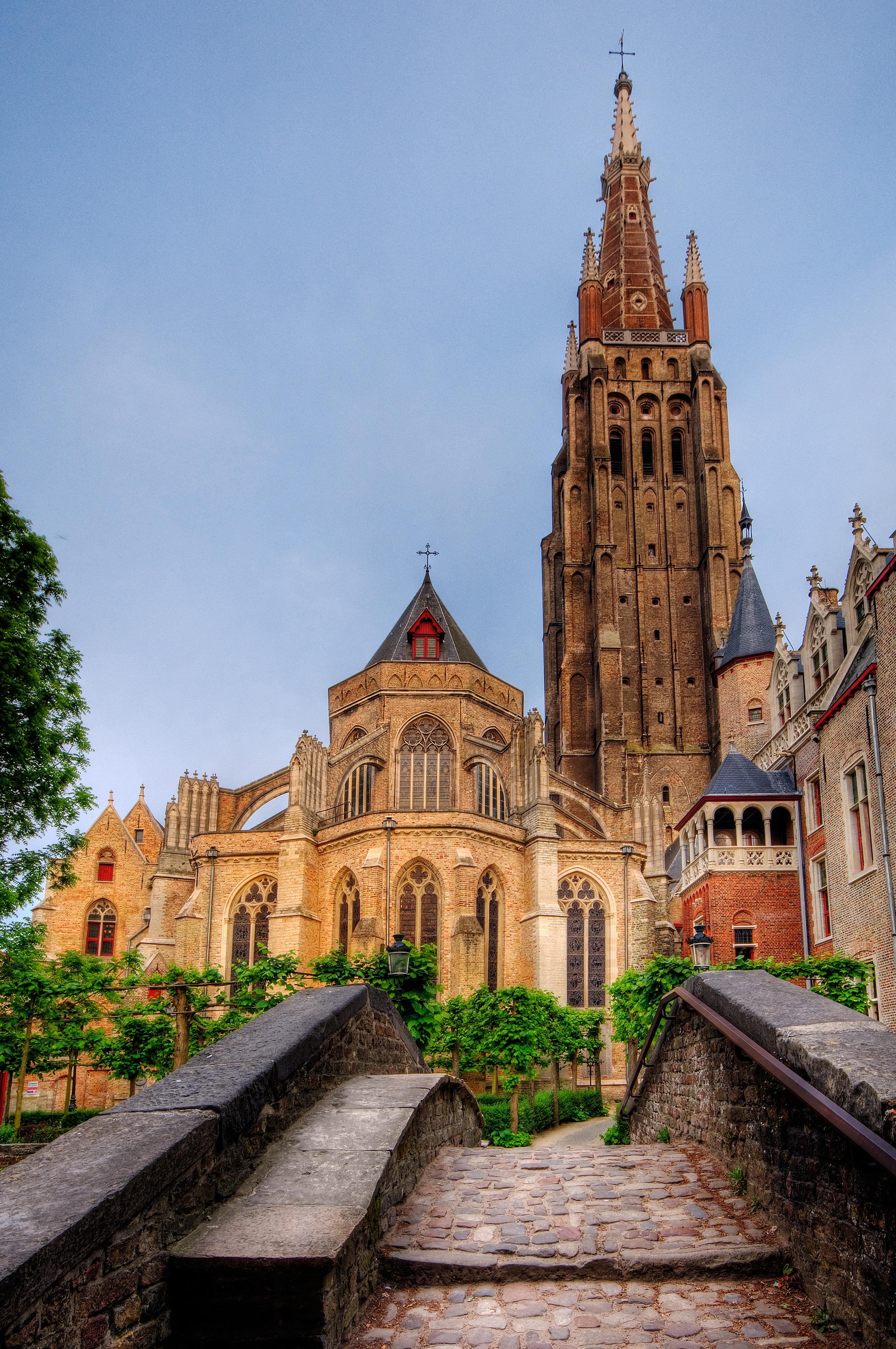
Chiesa di Nostra Signora
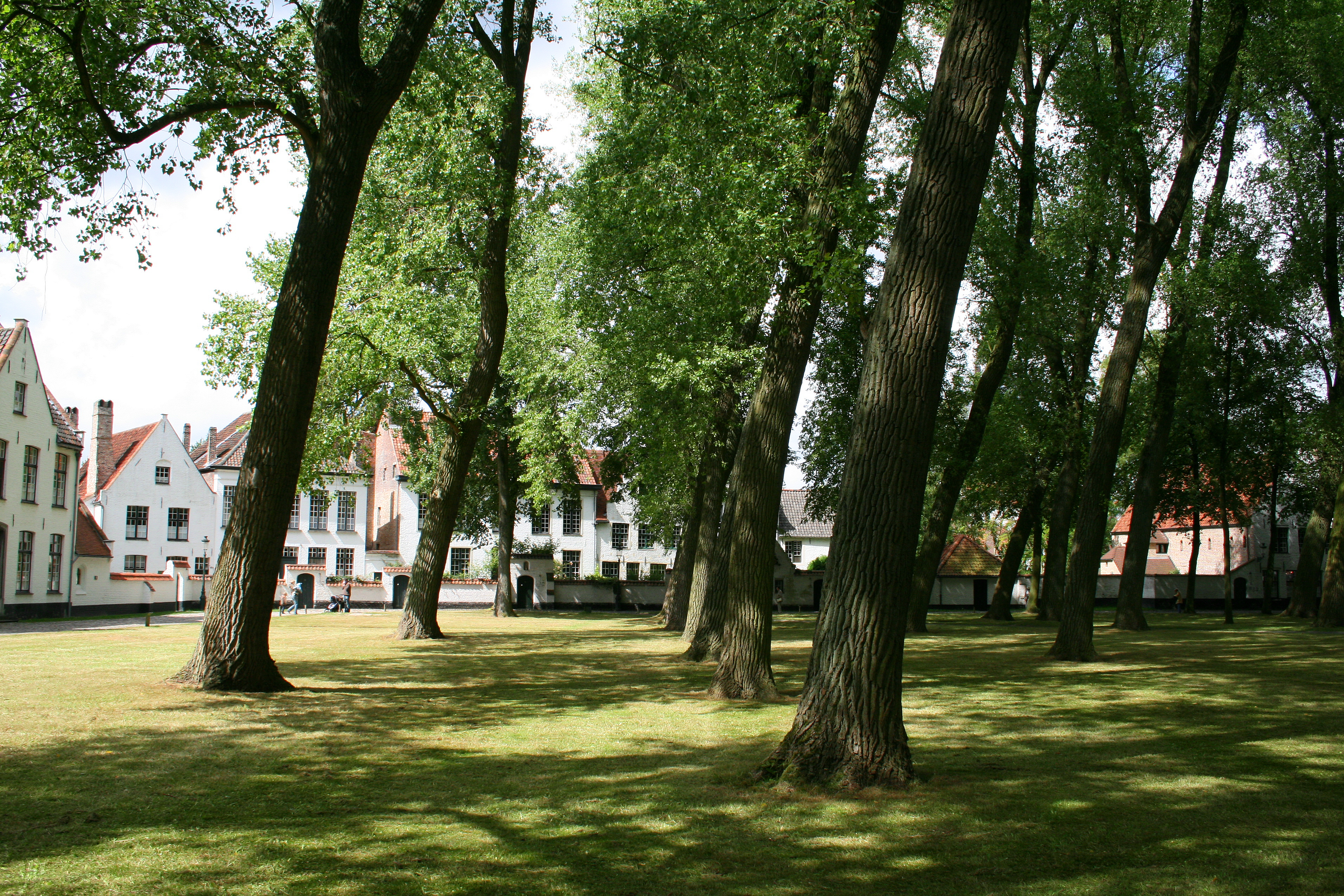
Il Begijnhof
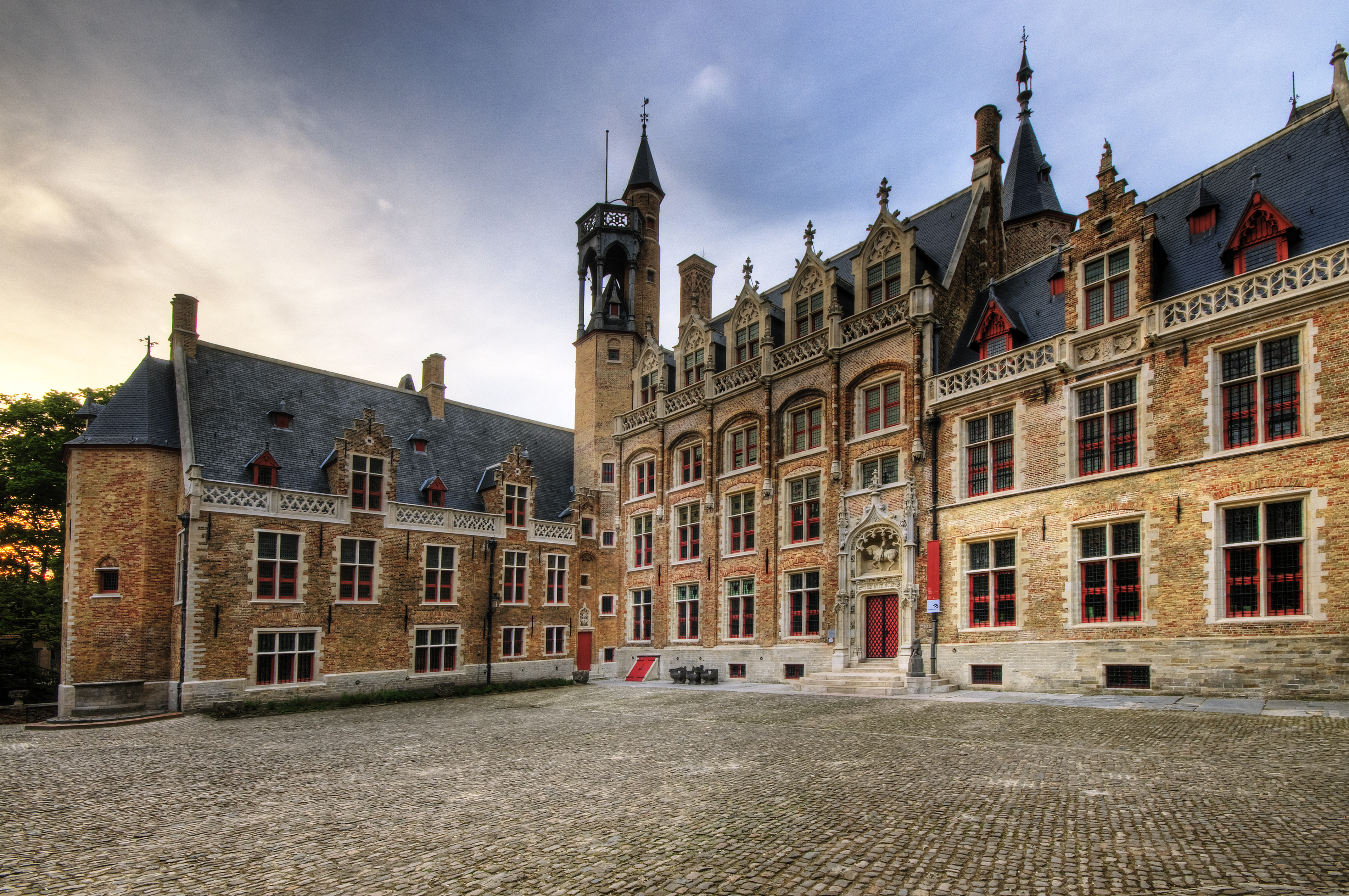
Il Gruuthusemuseum
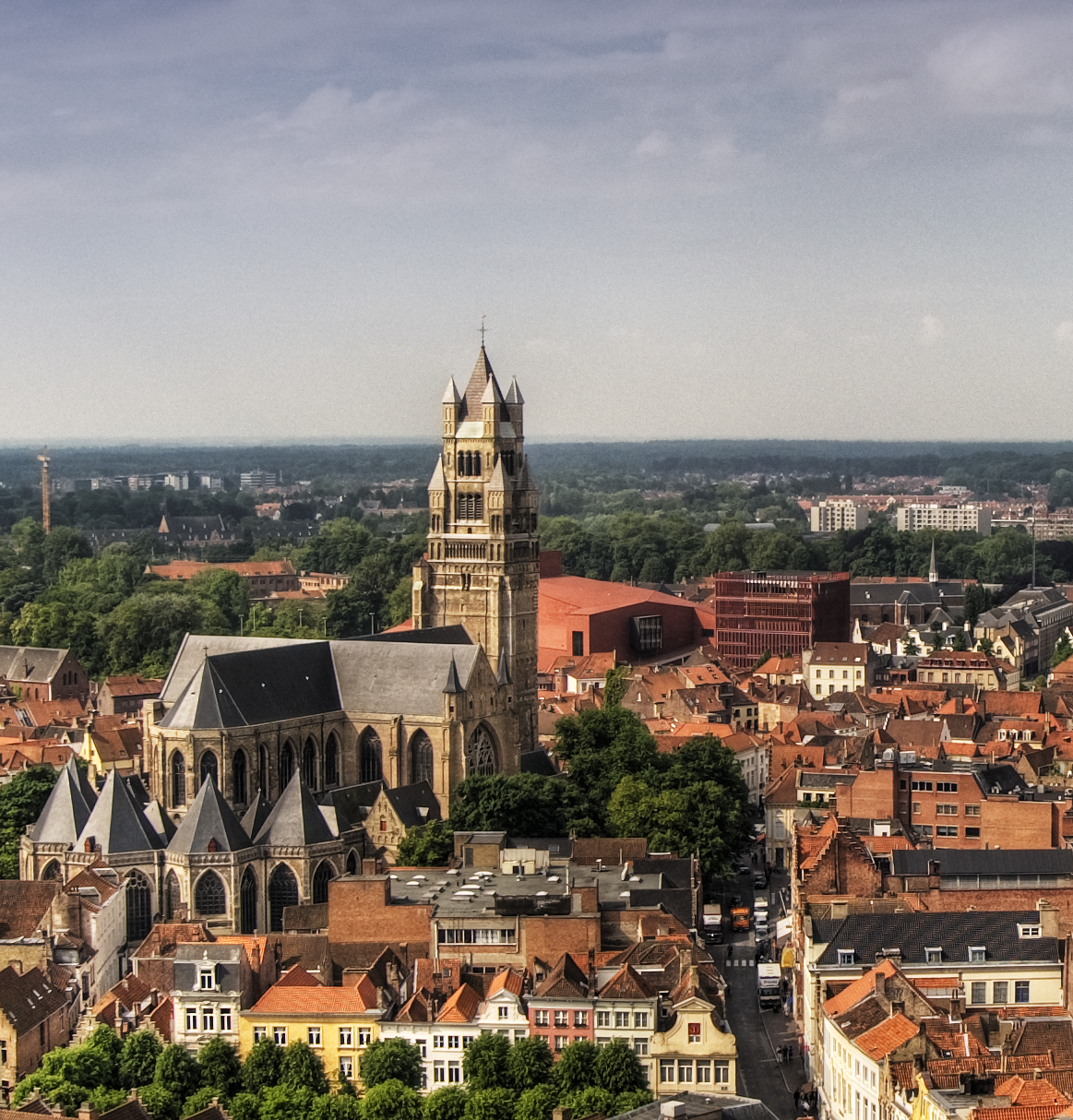
La Cattedrale di San Salvatore

## Clima
| Bruges              | Mesi | Mesi | Mesi | Mesi | Mesi | Mesi | Mesi | Mesi | Mesi | Mesi | Mesi | Mesi | Stagioni | Stagioni | Stagioni | Stagioni | Anno |
| Bruges              | Gen  | Feb  | Mar  | Apr  | Mag  | Giu  | Lug  | Ago  | Set  | Ott  | Nov  | Dic  | Inv      | Pri      | Est      | Aut      | Anno |
| ------------------- | ---- | ---- | ---- | ---- | ---- | ---- | ---- | ---- | ---- | ---- | ---- | ---- | -------- | -------- | -------- | -------- | ---- |
| T. max. media (°C)  | 5    | 6,1  | 8,9  | 11,9 | 15,9 | 18,9 | 20,3 | 20,6 | 18,9 | 14,9 | 9,7  | 6,2  | 5,8      | 12,2     | 19,9     | 14,5     | 13,1 |
| T. min. media (°C)  | 0,8  | 1,4  | 2,8  | 5,4  | 9,0  | 11,5 | 13,3 | 13,5 | 11,9 | 8,7  | 4,7  | 2,1  | 1,4      | 5,7      | 12,8     | 8,4      | 7,1  |
| Precipitazioni (mm) | 58   | 48   | 49   | 45   | 50   | 59   | 66   | 69   | 66   | 75   | 78   | 70   | 176      | 144      | 194      | 219      | 733  |

## Suddivisioni
| Distretti del comune di Bruges | Il comune di Bruges è costituito dai seguenti distretti: - Il centro storico, Sint-Jozef e Sint-Pieters (I) - Koolkerke (II) - Sint-Andries (III) - Sint-Michiels (IV) - Assebroek (V) - Sint-Kruis (VI) - Dudzele (VII) - Lissewege (con Zeebrugge e Zwankendamme) (VIII) |

## Sport

### Calcio
Le squadre principali della città sono il Club Brugge che ha vinto 18 titoli nazionali e il Cercle Brugge che ha vinto 3 titoli nazionali. Entrambe partecipano attualmente nella Jupiler Pro League 1 e giocano allo Stadio Jan Breydel.

### Ultimate Frisbee
Nel primo weekend di maggio si disputa a Bruges il Tom's Tourney, uno dei più importanti tornei di Ultimate Frisbee che vede coinvolte le nazionali e le squadre più forti di Europa.

## Cultura di massa
- Nel 2010 la città è stata il set televisivo del film Cuore di Cioccolato diretto da Oliver Dommenget.
- Nel 2008 è stato girato interamente il film In Bruges - La coscienza dell'assassino, di Martin McDonagh, con Colin Farrell, Brendan Gleeson e Ralph Fiennes, che mostra gran parte del borgo medievale e dei monumenti.
- Nel 2002 fu capitale culturale europea assieme alla città spagnola di Salamanca, con cui è gemellata.
- Bruges è gemellata con Salamanca e Nizza.